# Jacobus von der Ahe
Jacobus von der Ahe, auch Jacob von der Aa (* vor 1557 in Lübeck; † Oktober 1580 ebenda) war Ratssekretär der Hansestadt Lübeck.

## Leben
Jacobus von der Ahe war Sohn des Lübecker Bürgers und Kaufmanns Johann van der Aa. Die bereits im 14. Jahrhundert aus den Niederlanden nach Lübeck zugewanderte Familie führte als Familienwappen ein silbernes, dreifaches, mit goldener Krone bedecktes A in rotem Feld. Jacobus von der Ahe begann sein Studium an der Universität Leipzig und immatrikulierte sich am 18. Dezember 1557 als Jacobus von der Awe Lubecensis an der Leucorea. Er wurde zum Magister promoviert und war dann zunächst einige Jahre in Livland tätig.
Am 5. Januar 1564 erhielt er die Stellung eines Ratssekretärs des Lübecker Rates und wurde sogleich vereidigt. Er war bis 1570 als Ratssekretär in Lübeck tätig und schied dann, wohl auf eigenen Wunsch, aus Lübecker Diensten aus. Sein weiterer Lebensweg lässt sich indirekt aus einem von ihm verfassten, undatierten Bittgesuch an den Rat der Hansestadt Wismar schließen, in dem er darlegte, unverschuldet privat in Not geraten zu sein und sich an verschiedenen Orten aufgehalten zu haben.
Jacobus von der Ahe war verheiratet mit Margaretha Castorp, Tochter des Lübecker Bürgers Engelbrecht Castorp und Enkelin des Ratsherrn und Bürgermeisters Heinrich Castorp († 1512). Er starb im Oktober 1580 in Lübeck. Die gemeinsamen Kinder wurden im Castorpschen Familiengrab in der Katharinenkirche bestattet, wo die Grabplatte mit den entsprechenden Inschriften erhalten ist.